# ولادیمیر موراویوف
ولادیمیر موراویوف (روسی: Владимир Павлович Муравьёв؛ زادهٔ ۳۰ سپتامبر ۱۹۵۹) دونده اهل اتحاد جماهیر شوروی سوسیالیستی بود.
از افتخارات وی میتوان به کسب مدال ۲ طلا دو ۱۰۰ × ۴ متر در بازی‌های المپیک تابستانی ۱۹۸۰ و بازی‌های المپیک تابستانی ۱۹۸۸ اشاره کرد.